# Autódromo de Terramar

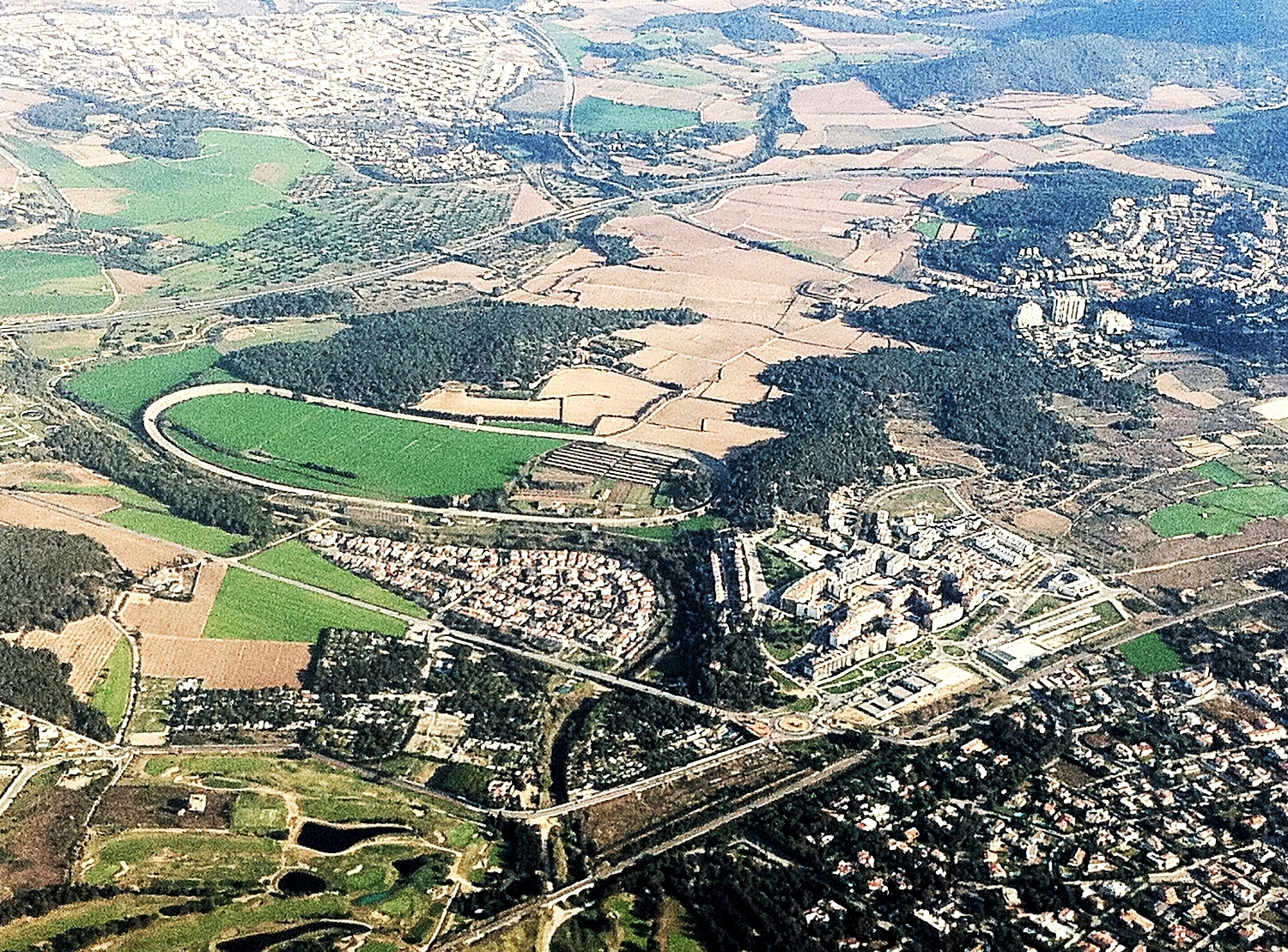
Vista aérea del circuito

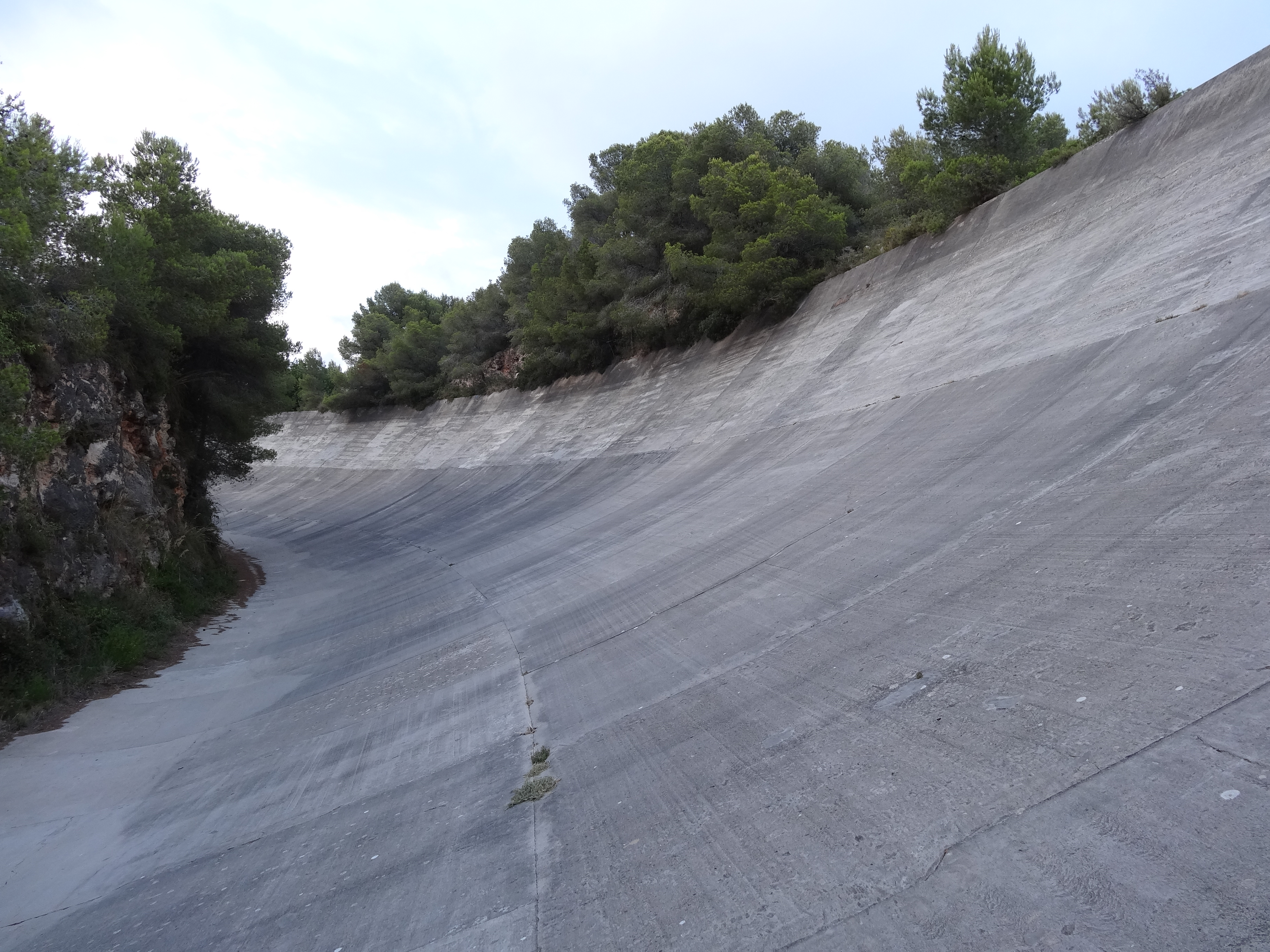
Curva peraltada del circuito (2012)

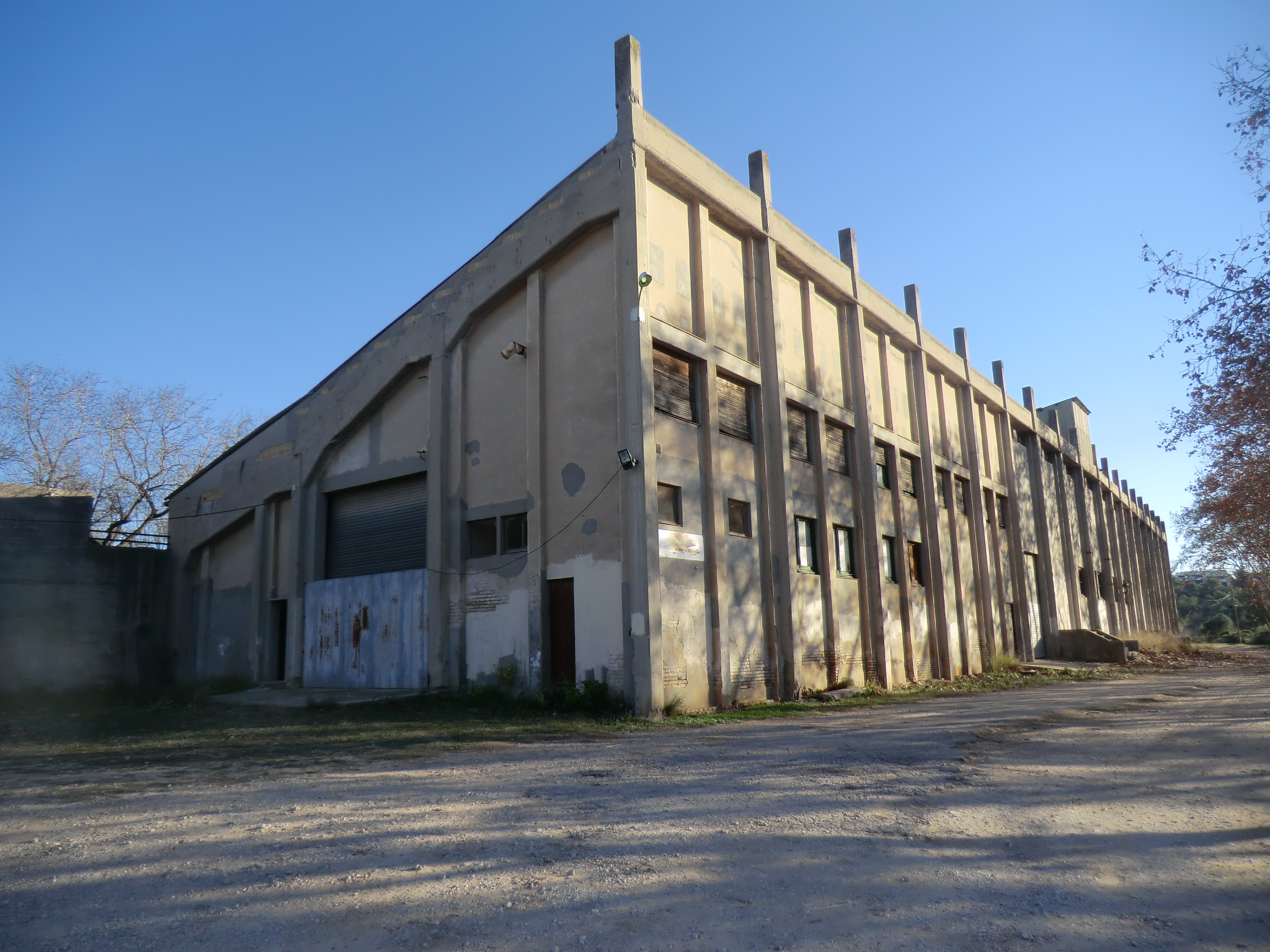
Parte posterior de las tribunas

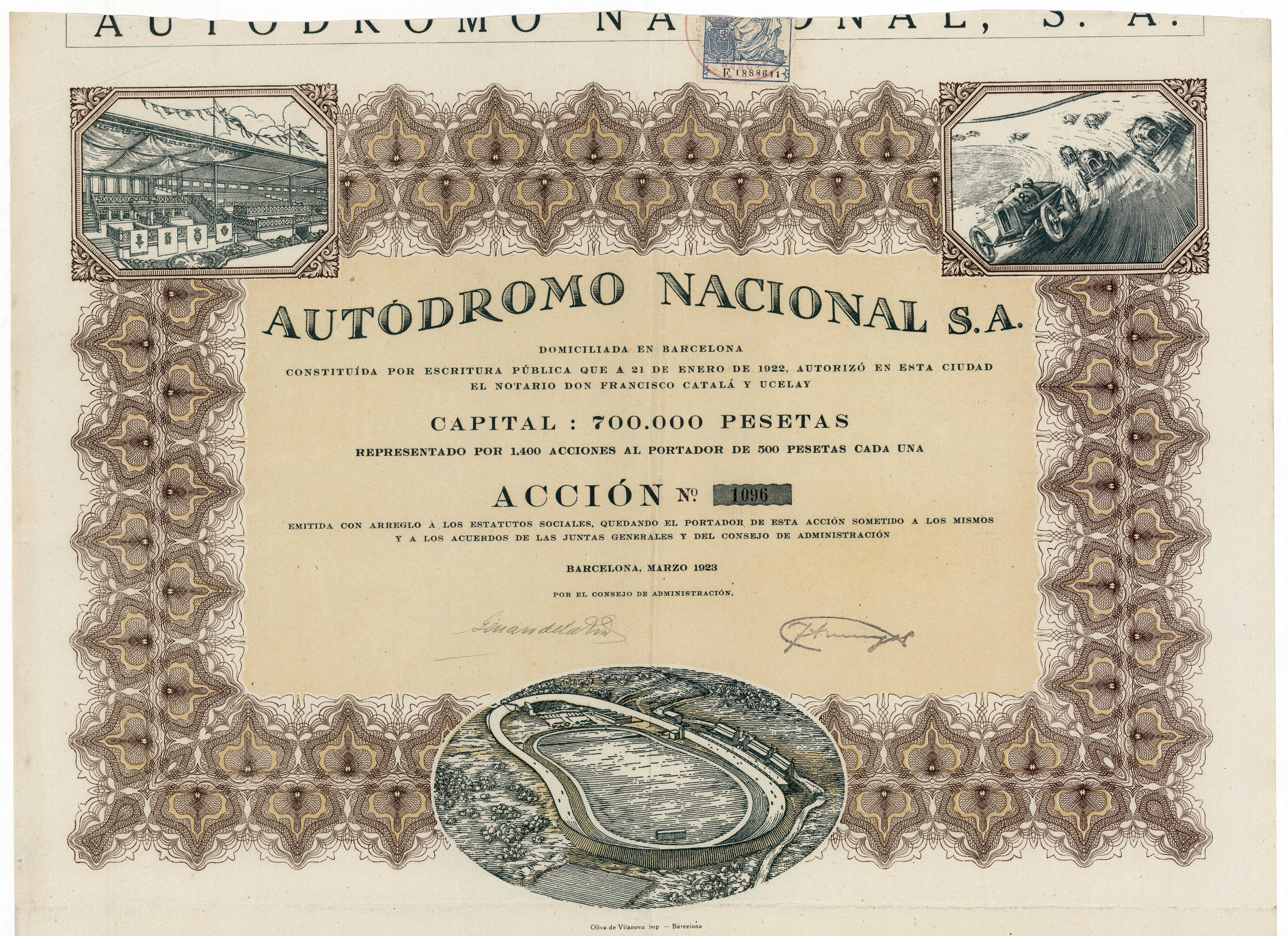
Acción del Autódromo Nacional S.A. de marzo de 1923

El Autódromo de Terramar es un autódromo tipo oval inaugurado en octubre de 1923 y en desuso desde los años 50. Está situado en el término municipal de Sant Pere de Ribas, en la provincia de Barcelona (España). El circuito tiene una longitud de unos 2 kilómetros, es ovalado y son notables sus peraltes de 60 o más grados.
En el momento de su construcción, Europa solo disponía de dos autódromos, el de Brooklands y el de Monza y en Estados Unidos solo existía el de Indianápolis. En este circuito se celebró el segundo Gran Premio de España de la historia, celebrado el mismo 1923 como parte de los actos inaugurales del circuito. Esta carrera la ganó Albert Divo al volante de un Sunbeam.

## Historia
Diseñado por Jaume Mestres i Fossas el autódromo fue construido en solo 300 días con un coste de 4 millones de pesetas. La inauguración se efectuó el 28 de octubre de 1923 y asistieron a ella el infante Alfonso de Borbón y Battenberg, en representación del monarca Alfonso XIII, fue encabezada por el sabadellense Francesc Armengol, promotor de la urbanización de Terramar de Sitges y uno de los principales inversores del circuito que ante el fracaso deportivo y económico del autódromo se acabó arruinando.

### Carreras Internacionales de Sitges
Con este nombre se disputaron prematuramente las jornadas inaugurales del por entonces Autódromo Nacional con muchas de sus instalaciones aún por terminar. Estas cuatro jornadas de motor incluyeron el I Gran Premio de España para automóviles de 2 Litros disputado el 28 de octubre, que estuvo a punto de suspenderse por las fuertes lluvias caídas durante la noche anterior; el Gran Premio de Motocicletas disputado al día siguiente y ganado por Joaquín Vidal; el Gran Premio de España para Autociclos empezado el día 1 de noviembre, pero con la prueba suspendida y retomada el día 4 a causa de la lluvia y que fue ganado por el francés Robert Benoist; y el Gran Premio de España para Voiturettes, disputado el día 4 y ganado por Dario Resta. 
| I Gran Premio de España en Pista para Automóviles de 2L (200 vueltas, 400km) | I Gran Premio de España en Pista para Automóviles de 2L (200 vueltas, 400km) | I Gran Premio de España en Pista para Automóviles de 2L (200 vueltas, 400km) | I Gran Premio de España en Pista para Automóviles de 2L (200 vueltas, 400km) | I Gran Premio de España en Pista para Automóviles de 2L (200 vueltas, 400km) |                                       |
| Pos.                                                                         | N.º                                                                          | Piloto                                                                       | Coche                                                                        | Tiempo                                                                       |                                       |
| ---------------------------------------------------------------------------- | ---------------------------------------------------------------------------- | ---------------------------------------------------------------------------- | ---------------------------------------------------------------------------- | ---------------------------------------------------------------------------- | ------------------------------------- |
| 1                                                                            | 11                                                                           | Albert Divo                                                                  | Sunbeam                                                                      | 2:48:08.5                                                                    |                                       |
| 2                                                                            | 9                                                                            | Louis Zborowski                                                              | Miller Especial                                                              | +0:50                                                                        |                                       |
| 3                                                                            | 4                                                                            | Alfonso Carreras                                                             | Elizalde (1.7)                                                               | +37:56                                                                       |                                       |
| 4                                                                            | 3                                                                            | Antonio García                                                               | Diatto                                                                       | +42:06                                                                       |                                       |
| 5                                                                            | 10                                                                           | José Feliu                                                                   | Elizalde (1.7)                                                               | +44:22                                                                       |                                       |
| Ret                                                                          | 5                                                                            | Clive Gallop                                                                 | Aston Martin (1.5)                                                           | Avería                                                                       |                                       |
| Ret                                                                          | 6                                                                            | Dario Resta                                                                  | Sunbeam                                                                      | Dirección                                                                    |                                       |
|                                                                              |                                                                              |                                                                              |                                                                              |                                                                              |                                       |
| V.R.                                                                         | Louis Zborowski en 45.8s (no oficial)                                        | Louis Zborowski en 45.8s (no oficial)                                        | Louis Zborowski en 45.8s (no oficial)                                        | Louis Zborowski en 45.8s (no oficial)                                        | Louis Zborowski en 45.8s (no oficial) |

### Rápido declive
La elevada inversión para la construcción de la pista principal del circuito sumada al escaso público que asistíó a las pruebas, hizo que se no pudieran otorgar premios monetarios a los pilotos por sus resultados, debido a que quedaron embargados. Esto afectó seriamente la reputación del circuito, y eso se añadió a las quejas de los pilotos por los elevados peraltes (de 60 a 90 grados), que afectaban la seguridad de la conducción a altas velocidades. Así, nunca más se realizaron carreras internacionales, aunque se siguieron disputando varias pruebas regionales hasta 1927 gracias a los esfuerzos del RACC y de la Penya Rhin. En 1930 el Autódromo pasó a manos de Edgar Morawitz y gracias su inversión, se volvieron a disputar algunas carreras, concursos de elegancia y pruebas de aviación hasta 1933. 
La llegada de la guerra civil española hizo que Morawitz tuviera que abandonar la gestión del circuito por miedo a represalias del bando Republicano y el circuito se convirtió en un campo usado para la instrucción de jóvenes combatientes y fábrica de piezas para vehículos de guerra. Tras haber fallecido en 1945, el circuito pasa por las manos de diferentes propietarios que mantienen la finca y los huertos aunque el circuito ya no es apto para los coches de la época debido a su gran peraltado y el nulo mantenimiento de sus instalaciones. Tras muchos años sin actividad, el 29 de mayo de 1955 corrieron las motocicletas en el circuito por última vez y en septiembre la Vuelta a Cataluña hizo un recorrido de 60 km como final de etapa, el cual fue el último evento oficial que se disputó.

## Actualidad
En la actualidad, pese a ser el autódromo un espacio privado, son muchos los aficionados que se trasladan al mismo para admirarlo o caminar por la antigua pista, cuyas curvas peraltadas se mantienen en buen estado. Las rectas estaban parcialmente cubiertas de vegetación hasta que a principios de 2009 se realizó una operación de limpieza, lo que permite en la actualidad dar vueltas de recreo completas al circuito con automóviles bajo permiso del propietario. También se efectúan visitas guiadas por el circuito desde el año 2010.
En el año 2012 Carlos Sainz y Miguel Molina, dos pilotos españoles, pusieron a prueba su habilidad conduciendo un Audi R8 LMS sobre el viejo hormigón de Terramar. Pese a las difíciles condiciones de la pista, con zonas agrietadas y algunos baches, Sainz estableció un récord oficioso del circuito en 42,6 segundos, a 170 km/h de media, mejorando la histórica marca de 45,8 segundos a 157,2 km/h, que poseía Louis Zborowski con su Miller desde 1923. Un acontecimiento que quedó documentado videográficamente.
En 2017, el circuito fue usado para grabar un episodio de la segunda temporada de la serie The Grand Tour de Prime Video (Amazon), protagonizada por Jeremy Clarkson, James May y Richard Hammond.
En 2022, el nuevo modelo de Cupra hereda su nombre de este autódromo, Cupra Terramar.